# Södra Orrtjärnen
Södra Orrtjärnen är en sjö i Lekebergs kommun i Närke och ingår i Göta älvs huvudavrinningsområde.